# Daniel Jeanrichard
Daniel Jeanrichard, conocido como Bressel (La Sagne, hacia 1665 - Le Locle, 1741), fue un relojero suizo originario de Neuchâtel, considerado el fundador de la industria relojera en el Jura. Si su existencia histórica está fuera de toda duda, sigue sin resolverse la cuestión de su importancia y de su papel exacto en el origen de la relojería suiza.

## Semblanza

### Relato tradicional
La primera historia sobre Daniel Jeanrichard se encuentra en una suerte de descripción para viajeros del cantón de Neuchâtel, que apareció en la segunda mitad del siglo XVIII, y tuvo varias reediciones.

El primer fundador de esta artesanía en la montaña fue el Sr. Daniel Jean Richard, conocido como Bressel, padre del Sr. Jean Jacques Richard, de quien hablaremos más adelante y de quien se conocen los siguientes detalles. 
Nació en La Sagne en 1665. Un hombre llamado Peter, comerciante de caballos, cuando regresó a su tierra natal en 1679, trajo un reloj fabricado en Londres, un instrumento absolutamente desconocido en la montaña. El reloj había sufrido daños durante el viaje, y este hombre fue a ver al padre de Daniel Jean Richard, observó varios pequeños trabajos del hijo y lo consideró lo suficientemente hábil como para reparar su reloj, que tuvo la amabilidad de confiarle, y el joven decidió a su vez iniciar la fabricación de una maquinaria similar. Para ello debió idear y construir todas las herramientas necesarias, así como el resorte, la caja y las demás piezas, sin tener ninguna ayuda que pudiera facilitar su tarea. Pero gracias a su genio, apoyado en un trabajo tenaz, logró al cabo de un año tener herramientas suficientes como para poner en marcha su reloj, que estuvo terminado seis meses después. Esta pieza, unida a otras de su establecimiento, atrajo hacia él a los vecinos más curiosos, que le confiaban sus relojes. Trabajó laboriosamente en estos relojes, y solo interrumpió este tipo de ocupación para enseñar orfebrería a dos de sus hermanos. También se dedicó a la realización de los grabados que necesitaba para la relojería. Construyó la primera máquina cortadora de engranajes que apareció en Suiza, sin haber visto nunca una igual. Un desconocido le dijo que había una máquina de este tipo en Ginebra, a donde se dirigió con la intención de examinarla. Pero su viaje no tuvo éxito, porque la máquina se guardaba con gran secreto, pero vio los engranajes y entendió que esa operación debía hacerse por medio de un torno y de una plataforma equipada para determinar el número de dientes y hacer que los intervalos fuesen perfectamente iguales. De regreso a su casa se puso a trabajar y finalmente logró construir esta máquina tan útil para la relojería. Posteriormente instruyó a varios artesanos para que se dedicaran únicamente a este tipo de trabajos. Favorecido por este feliz descubrimiento, el Sr. Richard retomó sus ocupaciones habituales y logró fabricar pequeños relojes de péndulo e incluso relojes de repetición al estilo de la época. Durante varios años fue el único relojero en la montaña, y tuvo como primer colega al Sr. Jacob Brandt, conocido como Gruyerin de La Chaux-de-Fonds, quien fue su aprendiz durante algunos años, en los que aprendió las técnicas de la relojería, el grabado y el dorado. No debería sorprendernos que este hombre de gran ingenio se hiciera famoso y fundara un taller con numerosos empleados, de modo que podamos considerarlo como el motivo principal del talento de sus compatriotas. Finalmente dejó La Sagne a principios de este siglo y vino a establecerse en Le Locle, donde murió en 1741. Allí enseñó relojería a sus cinco hijos, quienes ejercieron esta profesión en solitario hasta que algunos jóvenes curiosos por formarse en este oficio comenzaron a aprender con ellos y se convirtieron a su vez en maestros y formaron a nuevos artesanos. Estos fueron los primeros y débiles comienzos de una industria que llegaría a florecer en poco tiempo.
Frédéric Samuel Ostervald (1713-1795): Description des Montagnes et des Vallées qui font partie de la Principauté de Neuchâtel et Valangin, 1766.

En su monografía, Laurence Martí muestra cómo la figura de Jeanrichard fue rápidamente magnificada y mitificada:

Esta artesanía fue introducida en 1679 por uno de los lugareños, quien trajo de Inglaterra el primer reloj que apareció en estas regiones. Un hombre llamado Jeanrichard lo examinó, estudió detenidamente el mecanismo, pasó más de un año ideando y fabricando las herramientas necesarias y, ayudado únicamente por su talento, hizo un reloj completo. De allí pasó a Ginebra, y habiendo adquirido allí todos los conocimientos necesarios para el perfeccionamiento de su arte, regresó a su tierra natal, se lo enseñó a sus paisanos y dejó cinco hijos, todos los cuales siguieron la profesión de su padre.
Mme de la Briche, 1785.

Laurence Martí cita más adelante otra fuente que viene a indicar algo parecido:

Consiguió terminar un reloj cuyo movimiento, resorte, caja, grabados y dorados, fueron realizados por sus propias manos.
Henri Alphonse de Sandoz-Rollin, 1818.

## Posteridad
La imagen del fundador se cultivó y se desarrolló profusamente durante el siglo XIX , en particular después de la Exposición Universal de Filadelfia de 1876, lo que permitirá a los relojeros de suiza tomar conciencia de la amenaza competitiva que representaba para su industria la mecanización "al estilo americano". Un fuerte rechazo de esta forma de producción reavivó el culto a Daniel Jeanrichard y condujo a la consagración del concepto del "establecimiento relojero".
Los más fervientes protagonistas del culto al fundador serán también los más virulentos opositores a la “americanización” de la industria relojera. El movimiento adquirirá tal magnitud, que las empresas que decidieron mecanizar su producción tuvieron que "exiliarse" al Jura bernés o a la ciudad de Biena. Este fue el caso, entre otros, de los hermanos Brandt, fundadores de la futura compañía Omega, que dejaron La Chaux-de-Fonds para instalarse en Biena en 1879.
El 15 de julio de 1888, Le Locle organizó una grandiosa celebración, en la que participó toda la ciudad con motivo de la inauguración de una estatua monumental (de varios metros de altura) de Daniel Jeanrichard, fundador de la industria relojera de Neuchâtel.
Solo a principios del siglo XX los estudios sobre Daniel Jeanrichard tomaron un cariz más científico, pero la investigación, por muy seria y bien documentada que fuera, dio como resultado únicamente la revisión de la imagen propuesta por Ostervald, poniendo en tela de juicio la glorificación posterior que durante algún tiempo convirtió a Jeanrichard no solo en el fundador, sino en el ideal de la relojería de Neuchâtel.
Hoy en día, Daniel Jeanrichard sigue siendo una figura importante. En 1974, el pintor suizo Hans Erni, responsable de decorar la sala de conferencias del Museo Internacional de la Relojería en La Chaux-de-Fonds, pintó allí a Daniel Jeanrichard. En 1991, la ciudad de Le Locle celebró con gran ceremonial los 250 años de la muerte del fundador.

## Renacimiento
En 1988, el grupo Sowind (controlado a su vez por el grupo Kering desde 2011), adquirió la marca de relojes JeanRichard y la relanzó en 2012. El grupo Sowind también posee la marca Girard-Perregaux. La empresa toma como referencia el legado del relojero, proponiendo una gama de relojes con el nombre de Bressel.
En 1999, la firma hizo trasladar la monumental estatua de 1888 de Le Locle a Ginebra con motivo del Salón Internacional de la Alta Relojería.